# شهرداری پرند
شهرهای جدید به عنوان رویکردی نو در نظام مدیریت توسعه سکونت‌گاهی ایران مطرح بوده و علی‌رغم همه چالش‌ها و انتقادات پیش روی، سیری به نسبت موفق در پاسخگویی به سرریز جمعیتی شهرهای مختلف کشور طی نموده و اهداف کلیدی و موثری را  در این عرصه جهت‌گیری کرده‌اند.
از این روی با تصویب شورای عالی شهر سازی و معماری تهران در شهریور ماه سال 1377، طرح شهر جدید پرند توسط مهندسین مشاور اسکو ایران با چشم انداز جمعیت هشت هزار  و 548 نفری و در مساحتی هزار و 467 هکتاری هکتار با تراکم ناخالص پیشنهادی 90 نفر در هکتار و تراکم خالص مسکونى پیشنهادى  216نفر در هکتار با مساحت ناحیه‌ صنعتى 150 هکتاری، فعالیت‌های خود را در چارچوب اساسنامه شروع نمود.
این شهر که با عنوان پایتخت مسکن مهر شناخته می‌شود در 33 کیلومتری جنوب‌غربی شهر تهران، هم مرز با شهرستان زرندیه در استان مرکزی و در مسیر آزاد راه تهران- ساوه واقع شده‌ و اراضی آن از نظر جذب انرژی، دفع آب‌های سطحی و امکانات ارتباطی از شیب متوسط نسبتا مناسبی برخوردار است. در این زمینه بیشترین و کمترین شیب اراضی در جهت شمال به جنوب برابر صفر تا 1/1 درصد و در جهت شرق به غرب برابر صفر درصد است.

## شهردار
حمیدرضا اله‌یاری زاده ۱۳۶۴ از شهر تهران، دارای مدرک کارشناسی حسابداری و کارشناسی ارشد مدیریت بازرگانی از دانشگاه آزاد اسلامی و دانشجوی دکترای ژئوپولیتیک از دانشگاه تهران است.
جوان‌ترین شهردار شهر پرند با ۱۰ سال سابقه فعالیت در شهرداری‌های تهران، در جلسه ششم شهریور ۱۴۰۰ با اخذ حداکثر آرای اعضای شورای اسلامی شهر و به تاریخ ۱۰ مهر ۱۴۰۰ با حکم استاندار تهران به عنوان هشتمین شهردار شهر پرند انتخاب شد.

## شورای شهر
شهر پرند با توجه به تازه تاسیس بودن خود، علی رغم انتخابات های سراسر کشور، سومین دوره شورای اسلامی شهر را تجربه می کند. شهر پرند با اسنتاد به آخرین سرشماری جمعیت که در سال ۱۳۹۵ انجام شد، ۷ نماینده در شورای اسلامی شهر دارند.
شهروندان گرامی پرند برای نخستین بار در تاریخ ۲۴ خرداد ۱۳۹۲ به پای صندوق های رای رفتند و نمایندگان خود را در شورای اسلامی شهر انتخابات کردند. دوره دوم انتخابات نیز در ۲۹ اردیبهشت ۱۳۹۶ برگزار گردید.

## فهرست شهرداران
- فتحعلی همتی از ۱۳۹۱/۵/۱۷ دارای مدرک لیسانس مدیریت آموزش
- بهروز کاویانی از  ۱۳۹۲/۶/۱۸ دارای مدرک لیسانس فقه و مبانی حقوق اسلامی
- علی یحیی پور از ۱۳۹۳/۱۲/۱۶ دارای مدرک کارشناسی ارشد جغرافیا و برنامه‌ریزی
- شفا نظرپور از ۱۳۹۵/۸/۹ دارای مدرک کارشناسی مهندسی تکنولوژی عمران
- سید کاظم میری آشتیانی از ۱۳۹۶/۹/۱۲ دارای مدرک دیپلم اقتصاد
- سعید آگشته از ۱۳۹۷/۱۰/۱۹ دارای مدرک فوق لیسانس شهرسازی-برنامه‌ریزی شهری
- فرداد الماسی نیا/سرپرست

•مجتبي مرادي نوروزي\دكتري حقوق